# ジョーヴィン・ジョーンズ
ジョーヴィン・ジョーンズ（Joevin Jones、1991年8月3日 - ）は、トリニダード・トバゴ出身の同国代表サッカー選手。インテル・マイアミCF所属。ポジションはDF。

## クラブ経歴
母国トリニダード・トバゴのWコネクションFCでプロキャリアをスタート。2009年に17歳でトップチームデビューを果たすと、2013-14シーズンにはTTプロリーグとFAトロフィーの2冠を達成した。2014年にWコネクションで4シーズン目を迎えた後、9月からシーズン終了までの契約でフィンランドのHJKヘルシンキにレンタル移籍した。
2014年12月、MLSのシカゴ・ファイアーFCに移籍。
2016年1月、MLSスーパードラフトの指名権＋金銭とのトレードでシアトル・サウンダーズFCに移籍。
2017年7月、2018年1月付で2. ブンデスリーガのSVダルムシュタット98に移籍することが発表された。
2019年5月7日、古巣シアトル・サウンダーズFCに復帰。
2021年3月11日、インテル・マイアミCFに移籍した。

## 代表歴
2010年9月に19歳でトリニダード・トバゴ代表デビューを果たした。以来、CONCACAFゴールドカップに3度(2013、2015、2019)出場している。2015年7月のゴールドカップ・グアテマラ代表で代表初ゴールを決めた。

### 代表戦での得点
| No | 開催日        | 開催地                 | 対戦国                           | 得点 | 結果 | 試合概要                        |
| -- | ------------- | ---------------------- | -------------------------------- | ---- | ---- | ------------------------------- |
| 1  | 2015年7月9日  | シカゴ                 | グアテマラ                       | 3–0  | 3–1  | 2015 CONCACAFゴールドカップ     |
| 2  | 2015年9月4日  | サンディ               | メキシコ                         | 3–2  | 3–3  | 親善試合                        |
| 3  | 2016年3月24日 | キングスタウン         | セントビンセント・グレナディーン | 2–1  | 3–2  | 2018 FIFAワールドカップ予選     |
| 4  | 2016年3月29日 | ポートオブスペイン     | セントビンセント・グレナディーン | 2–0  | 6–0  | 2018 FIFAワールドカップ予選     |
| 5  | 2016年9月2日  | ポートオブスペイン     | グアテマラ                       | 1–1  | 2–2  | 2018 FIFAワールドカップ予選     |
| 6  | 2016年9月2日  | ポートオブスペイン     | グアテマラ                       | 2–1  | 2–2  | 2018 FIFAワールドカップ予選     |
| 7  | 2017年9月1日  | クーヴァ               | ホンジュラス                     | 1–2  | 1–2  | 2018 FIFAワールドカップ予選     |
| 8  | 2018年3月23日 | レザビーム             | グアドループ                     | 1–0  | 1–0  | 親善試合                        |
| 9  | 2019年9月6日  | フォール＝ド＝フランス | マルティニーク                   | 1–1  | 1–1  | 2019 CONCACAFネーションズリーグ |
| 10 | 2021年3月28日 | マヤグエス             | プエルトリコ                     | 1–0  | 1–1  | 2022 FIFAワールドカップ予選     |

## タイトル

### クラブ
シアトル・サウンダーズFC
- MLSカップ (2): 2016, 2019[8]